# Studiocanal
Die Studiocanal S.A. (Eigenschreibweise STUDIOCANAL) mit Sitz in Paris ist ein international tätiges französisches Medienunternehmen im Bereich Filmkoproduktion, Filmverleih und Handel von Filmrechten. Mit einem eigenen Filmkatalog von über 9.400 französischen, italienischen, deutschen, britischen und amerikanischen Filmtiteln rangiert Studiocanal nach Warner Bros. Entertainment und Metro-Goldwyn-Mayer weltweit auf Platz drei.

## Geschichte
Das Unternehmen wurde 1986 unter dem Namen Canal+ Production als Tochtergesellschaft des 1984 ins Leben gerufenen französischen Bezahlfernsehsenders Canal+ gegründet und 1988 in Le Studio Canal+ umbenannt. Die Namensänderung in Studiocanal im Jahr 2000 ging einher mit dem Erwerb von Seagram, Eigentümer von Universal Studios, durch die Muttergesellschaft von Canal+, Vivendi. Durch den Aufkauf von Konkurrenzunternehmen, wie etwa Carolco Pictures, Ealing Studios, London Film Productions oder ABPC, wurde die Anzahl der Filme im Studiocanal-Portfolio über die Jahre vergrößert.

## Internationale Expansion
2006 kaufte Studiocanal den britischen Filmverleih Optimum Releasing auf, der seit 2011 als Studiocanal UK firmiert. 2008 wurde die deutsche Kinowelt GmbH aus Leipzig erworben, die 2011 in Studiocanal GmbH umbenannt wurde und seither mit Sitz in Berlin die deutsche Sparte von Studiocanal bildet. 2012 stieß Studiocanal mit dem Kauf der australischen Hoyts Distribution auf den australisch-neuseeländischen Markt vor. In anderen Ländern kooperiert Studiocanal mit lokalen Filmverleihen. Über Beteiligungen an Tandem Communications und der britischen Red Production Company ist Studiocanal seit 2012 auch im Bereich Fernsehproduktionen aktiv.